# 삼국 동맹 조약

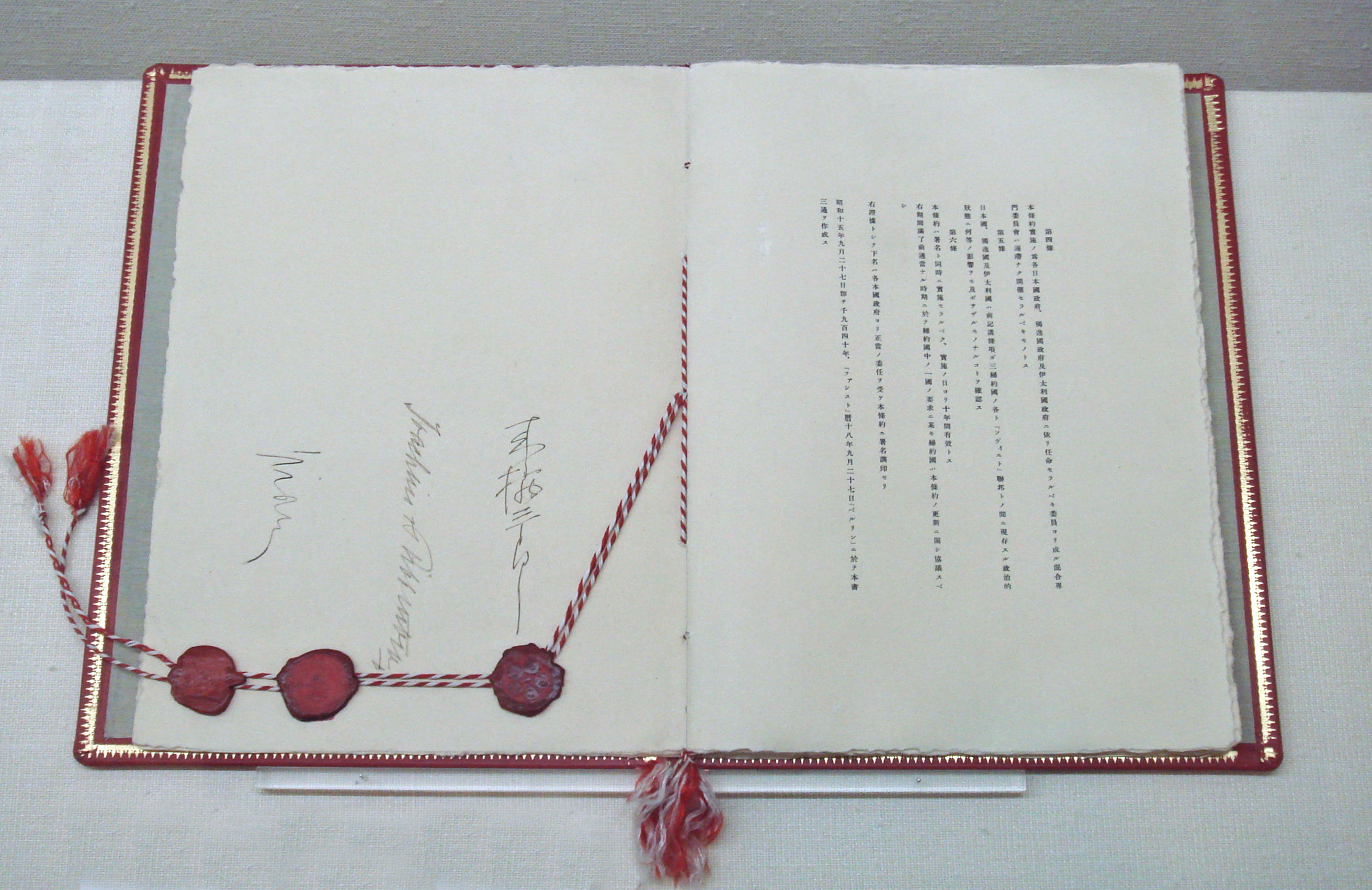
삼국 동맹 조약 일본어 원본 문서

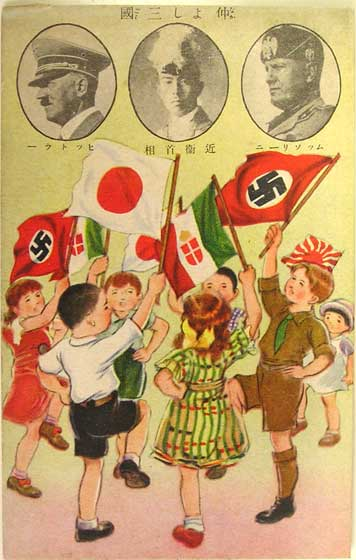
1938년 일본에서 제작된 삼국 동맹 조약 선전 엽서 《사이가 좋은 세 나라(仲良し三国)》

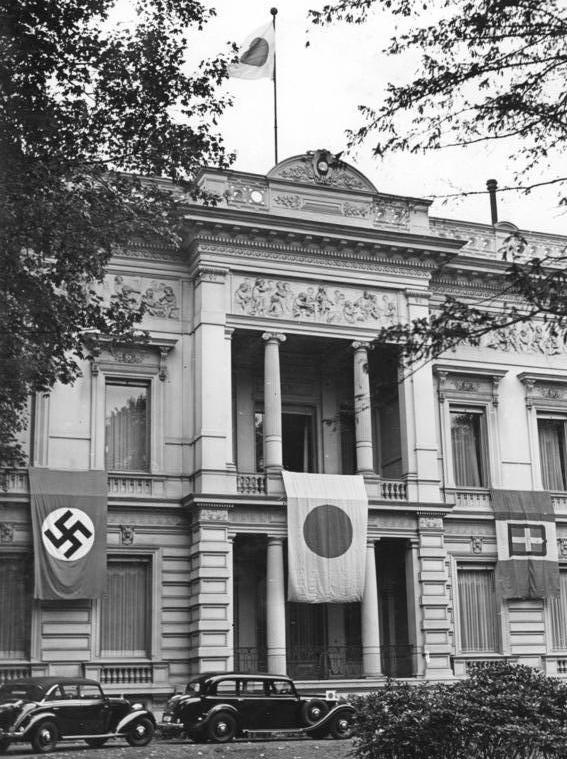
1940년 9월 삼국 동맹 조약 체결을 기념하기 위해 베를린 주재 일본 대사관에 내걸린 세 나라의 국기

삼국 동맹 조약(三國同盟條約, 독일어: Dreimächtepakt 드라이메히테팍트[*], 이탈리아어: Patto tripartito 파토 트리파르티토[*], 일본어: 日独伊三国間条約 니치도쿠이 산고쿠칸 조야쿠[*], 영어: Tripartite Pact, Berlin Pact)은 1940년 9월 27일 나치 독일과 이탈리아 왕국, 일본 제국 세 나라가 독일 베를린에서 체결한 군사 동맹 조약으로 제2차 세계 대전의 추축국을 형성한 조약이다.

## 배경
1936년 독일과 일본 사이에 체결된 방공 협정, 1939년 독일과 이탈리아 사이에 체결된 강철 조약을 계기로 독일, 일본, 이탈리아 간의 협력 관계가 구체화되었다. 이들 세 나라는 원래 소련에 대응하기 위한 군사 동맹을 구상했지만 1939년 독일-소련 불가침 조약이 체결되면서 이 계획은 무산되었다. 그렇지만 독일, 일본, 이탈리아는 소련, 미국에 대응하기 위한 군사 동맹 관계를 구축하면서 제2차 세계 대전을 자신들에게 유리한 방향으로 이끌겠다는 이해 관계가 일치했다.
독일은 아돌프 히틀러와 국가사회주의 독일 노동자당(나치당)의 주장대로 게르만 민족의 생존권(레벤스라움) 확대를 위해 소련을 격파해야 한다고 주장했다. 독일은 1938년 3월에 오스트리아를 병합했고 1938년 9월에는 영국, 프랑스, 이탈리아와 함께 뮌헨 협정을 체결하면서 체코슬로바키아의 영토로 있던 주데텐란트를 합병시켰다. 1939년에는 체코슬로바키아를 점령하고 괴뢰 정부를 수립했다.
베니토 무솔리니와 국가 파시스트당이 이끌던 이탈리아는 1935년부터 1936년까지 일어난 에티오피아 침공(제2차 이탈리아-에티오피아 전쟁)을 계기로 영국, 프랑스와 첨예하게 대립했고 1937년에는 국제 연맹을 탈퇴하게 된다. 국제적으로 고립 상태에 있던 이탈리아는 1936년부터 1939년까지 일어난 스페인 내전에서 프란시스코 프랑코를 지원했고 독일 측에 로마-베를린 추축 구상을 제안했다. 이탈리아는 1939년 3월에 알바니아를 침공하면서 괴뢰 정부를 수립했고 1939년 4월에는 독일과 강철 조약을 체결했다.
쇼와 천황과 군국주의 세력이 이끌던 일본은 중일 전쟁에서 막대한 군비를 지출했으며 중국을 지원하고 있던 미국과 첨예하게 대립하게 된다. 중일 전쟁이 장기화되면서 일본은 대동아공영권을 내세우면서 아시아-태평양 지역에 있던 유럽 국가들의 식민지를 자신들의 세력으로 편입시키려는 구상을 갖고 있었다.

## 조약 체결
1940년 9월 27일 요아힘 폰 리벤트로프 독일 외무장관, 갈레아초 치아노 이탈리아 외무장관, 구루스 사부로 독일 주재 일본 대사가 조약에 서명했으며 조약의 유효 기간을 체결된 날로부터 10년으로 정했다.
이 조약은 일본이 주도하고 있는 아시아의 새로운 질서 확립, 독일·이탈리아가 주도하고 있는 유럽의 새로운 질서 확립을 상호 확인하고 조약 당사국 가운데 한 나라가 제2차 세계 대전의 유럽 전선, 중일 전쟁에 참전하지 않은 국가로부터 공격을 받는 경우에 모든 수단을 동원하여 서로를 지원한다는 내용이 담겨 있다.
조약 체결 이후에 헝가리(1940년 11월 20일), 루마니아(1940년 11월 23일), 슬로바키아(1940년 11월 24일), 불가리아(1941년 3월 1일), 유고슬라비아(1941년 3월 25일), 크로아티아 독립국(1941년 6월 15일)이 차례대로 서명했지만 유고슬라비아는 1941년 3월 27일에 일어난 군사 쿠데타로 인해 탈퇴하고 만다.
나치 독일, 이탈리아 왕국, 일본 제국, 헝가리 왕국 이외의 대부분의 나라들은 반강제로 가입했다. 다음은 가입 국가와 가입 년도 ~ 탈퇴 년도이다.
- 나치 독일 1940년 9월 7일 ~ 항복
- 이탈리아 왕국 1940년 9월 7일 ~ 항복
- 일본 제국 1940년 9월 7일 ~ 항복
- 헝가리 왕국 1940년 11월 20일 ~ 항복
- 루마니아 왕국 1940년 11월 23일 ~ 항복
- 슬로바키아 공화국 1940년 11월 24일 ~ 항복
- 불가리아 왕국 1941년 3월 1일 ~ 항복
- 유고슬라비아 왕국 1941년 3월 25일 ~ 1941년 3월 27일
- 크로아티아 독립국 1941년 6월 15일 ~ 항복

## 조약 내용
제1조: 일본은 독일과 이탈리아가 유럽의 새로운 질서 확립을 주도하는 것을 존중하고 이를 인정한다.

제2조: 독일과 이탈리아는 일본이 아시아의 새로운 질서(대동아공영권) 확립을 주도하는 것을 존중하고 이를 인정한다.

제3조: 일본, 독일, 이탈리아는 가능한 한 위에서 언급한 정책에 협력하는 것에 합의한다. 또한 만약 동맹국이 유럽에서의 전쟁 또는 일본과 중국 간의 분쟁에 참가하지 않은 국가로부터 공격받을 경우 동맹국은 모든 정치적, 경제적, 군사적 수단을 동원하여 서로를 지원해야 한다.

제4조: 일본, 독일, 이탈리아 정부는 이 조약을 관리하는 기구인 공동 기술 위원회를 설치한다.

제5조: 일본, 독일, 이탈리아는 이 조약이 동맹국과 소련 사이에 어떠한 영향을 주지 않는 것에 동의한다.

제6조: 이 조약의 유효 기간은 체결된 날로부터 10년으로 한다. 다만 이 조약의 유효 기간이 만료된 경우에는 동맹국 간의 협상을 통해 연장하기로 한다.

## 같이 보기
- 독일-소련 불가침 조약
- 방공 협정
- 강철 조약